# Scaptius neritosia
Scaptius neritosia är en fjärilsart som beskrevs av Jones 1908. Scaptius neritosia ingår i släktet Scaptius och familjen björnspinnare. Inga underarter finns listade.